# كارل د. بيركنز
كارل د. بيركنز (بالإنجليزية: Carl D. Perkins)‏ هو محامي وسياسي أمريكي، ولد في 15 أكتوبر 1912 في الولايات المتحدة، وتوفي بنفس المكان في 3 أغسطس 1984. حزبياً، نشط في الحزب الديمقراطي. انتخب عضو مجلس النواب الأمريكي.